# Douglas F4D Skyray
Дуглас F4D «Небесный скат» (англ. Douglas F4D Skyray; после 1962 года обозначение F-6) — американский палубный истребитель-перехватчик, построенный компанией Douglas Aircraft. Первый в мире сверхзвуковой истребитель палубного базирования.
Совершил первый полёт 23 января 1951 года. 
Состоял на вооружении ВМС и Корпуса морской пехоты США в 1956—1964 гг. 
Всего построено 422 самолёта.

## История
Летом 1958 года использовался в испытаниях первой в мире ракеты-носителя воздушного базирования NOTS-EV-1 Пилот.

## Конструкция
Выполнен по схеме дельтавидное крыло.

## Тактико-технические характеристики
Технические характеристики
- Экипаж: 1 человек
- Длина: 10,21 м
- Размах крыла: 13,8 м
- Высота: 3,96 м
- Площадь крыла: 52 м²
- Масса пустого: 7268 кг
- Масса снаряжённого: 10 273 кг
- Масса максимальная взлётная: 12 300 кг
- Двигатель: Пратт-Уитни J57-P-8 (1×45/71 кН)

Лётные характеристики
- Максимальная скорость: 1200 км/ч
- Дальность полёта: 1100 км
- Перегоночная дальность: 1900 км
- Практический потолок: 17 000 м
- Скороподъёмность: 93,3 м/с (5598 м/мин)
- Удельная нагрузка на крыло: 198 кг/м²
- Тяговооружённость: 0,71

### Вооружение
- Пушки: 4×20 мм, боезапас — 65 сн/ствол
- 2 УР «воздух—воздух» AIM-9
- НАР
- Бомбы (2×910 кг)